# Gianfranco Brancatelli
Gianfranco Brancatelli va ser un pilot de curses automobilístiques italià que va arribar a disputar curses de Fórmula 1.
Va néixer a Torí, el 18 de gener del 1950.

## Biogràfia
Va debutar el 1972 a la Fórmula Itàlia, on va conquerir el títol dos anys més tard (1974).
Va passar a la Fórmula 3, obtenint el tercer lloc de la classificació final del campionat europeu del 1976. Va córrer llavors a la Fórmula 2 però a causa d'un cotxe amb molt poca fiabilitat no va aconssegur resultats significatius.
Ja a la Fórmula 1 l'any 1979 va tenir l'oportunitat de participar en el volant d'un Kauhsen, amb el que va intentar qualificar-se al GP d'Espanya i al GP de Bèlgica sense aconseguir-ho, quedant a 8 i a 13 segons de la pole respectivament (que casualment va ser a les dues curses per Jacques Laffite).
Va canviar d'escuderia, passant a Merzario on va intentar qualificar-se al GP de Mònaco, però tampoc ho va aconseguir.
Un cop fora de la F1 Brancatelli va passar a córrer amb curses de prototips amb Jaguar, Sauber - Mercedes i Nissan.
L'any 1985 aconseguí la victòria del Campionat Europeu de Turismes.
Ha assolit també la victòria del Campionat Italià de Superturismes del 1987 i un segon lloc a les 24 Hores de Le Mans del 1989 amb un Sauber.

## Resultats a la Fórmula 1
| Any  | Equip                     | Xassís   | Motor    | 1   | 2   | 3   | 4     | 5       | 6       | 7       | 8   | 9   | 10  | 11  | 12  | 13  | 14  | 15  | Posició | Punts |
| ---- | ------------------------- | -------- | -------- | --- | --- | --- | ----- | ------- | ------- | ------- | --- | --- | --- | --- | --- | --- | --- | --- | ------- | ----- |
| 1979 | Willi Kauhsen Racing Team | Kauhsen  | Cosworth | ARG | BRA | SUD | O.USA | ESP NVQ | BEL NVQ |         |     |     |     |     |     |     |     |     | -       | 0     |
| 1979 | Team Merzario             | Merzario | Cosworth |     |     |     |       |         |         | MON NVQ | FRA | GBR | ALE | AUT | HOL | ITA | CAN | USA | -       | 0     |

### Resum
| Curses: | Victòries: | Pòdiums: | Poles: | Voltes ràpides: | Punts: |
| ------- | ---------- | -------- | ------ | --------------- | ------ |
| 3 (0)   | 0          | 0        | 0      | 0               | 0      |